# Flagge Floridas

Flagge Floridas

Die Flagge von Florida besteht aus einem roten Andreaskreuz auf weißem Hintergrund, mit dem Siegel Floridas in der Mitte. 
Das Design wurde nach einer Volksabstimmung im Jahr 1900 festgelegt. Von 1868 bis 1900 bestand die Flagge Floridas nur aus dem Siegel des Staates auf einem weißen Hintergrund. In den späten 1890er Jahren schlug der damalige Gouverneur von Florida, Francis P. Fleming, vor, ein rotes Kreuz hinzuzufügen, damit die Flagge bei Flaute nicht wie eine weiße Fahne wirkt.
Das aktuelle Design der Flagge ist seit 1985 in Benutzung. In jenem Jahr wurde das Siegel Floridas modifiziert und offiziell neu festgelegt.

## Ähnliche Flaggen

Flagge Alabamas
Vizekönigreich Neuspanien
Flagge Schottlands